# Людина біжить над прірвою
«Людина біжить над прірвою»  — роман, що написаний українським письменником Іваном Багряним відразу після Другої світової війні в таборах Ді-Пі (1948-49, Гарміш-Партенкірхен) та вперше надрукований посмертно 1965 року у ной-ульмському видавництві «Україна».

## Анотація книги

### Україна
Людиною, яка біжить над прірвою, йде «по лінії найбільшого опору», в цьому романі виступає знову молодий українець Максим Колот, який у воєнний 1943 рік опиняється між життям і смертю, тобто між двома смертями, між двома воюючими арміями. Ці фронти — нацистської і радянський — мовби сталеві лещата, захоплюють у своє немилосердно стискуюче коло піщинку на полі жорстокої історії, намагаючись її стерти з лиця життя, а вона підхоплюється, зривається силою своєї віри в незнищенність свого маленького, але власного «я» і перемагає. Бо сповідує витворений нею самою псалом одвічному сенсові людського життя на землі: «Я буду вмирати, та, поки маю дихання в мені, я буду змагатись і буду квапитись хапати іскри сонця, відбитого в людських очах, я буду з тугою вчитись тайни самому запалювати їх, шукаючи в тих, іскрах дороги з чорної прірви в безсмертя…».

## Видання
- Іван Багряний. Людина біжить над прірвою. Передмова: В. Гришко. Новий Ульм; Нью-Йорк: Україна, 1965. 331 стор.
- Іван Багряний. Людина біжить над прірвою: Післямова: Л. Б. Череватенко. Київ: Український письменник, 1992. 320 стор. ISBN 5-333-01082-X
- Іван Багряний. Людина біжить над прірвою. Львів: Євросвіт, 2006. 336 стор. ISBN 966-8364-01-1.
- Іван Багряний. Людина біжить над прірвою. Передмова: Наталія Комар; обкладинка: Тетяна Кущ. Київ: видавництво Школа, 2009. 336 стор. ISBN 978-966-339-841-9
- Іван Багряний. Людина біжить над прірвою. Київ: видавництво Стилет і стилос, 2024. 400 стор. ISBN 978-617-95149-7-5